# Intryga (obraz Jamesa Ensora)
Intryga (niderl. De intrige) – obraz olejny autorstwa Jamesa Ensora z 1890 roku, znajdujący się w kolekcji Królewskiego Muzeum Sztuk Pięknych w Antwerpii.

## Historia
Motyw ludzi w maskach pojawiał się w twórczości Jamesa Ensora od 1880 roku na obrazach i rysunkach. Zwykle są to maski karnawałowe – jego matka handlowała maskami w sklepie pamiątkarskim, a sam artysta miał również maski w swojej pracowni, które być może służyły mu do kreowania scen do namalowania. Część tych masek znajduje się w muzeum Ensorhuis w Ostendzie, a także w zbiorach prywatnych. 
Artysta namalował podobny obraz, jednak o odmiennych proporcjach, w 1911 roku. Dzieło znajduje się w zbiorach amerykańskiego Minneapolis Institute of Art.
Intryga należy do kolekcji Królewskiego Muzeum Sztuk Pięknych w Antwerpii (nr inw. 1856).

## Charakterystyka

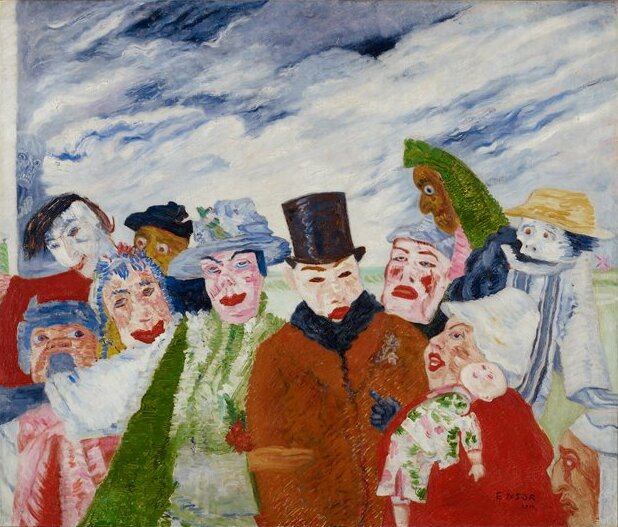
Wariant z 1911 roku

Obraz jest zaliczany do nurtu ekspresjonizmu i symbolizmu, ale jest także pokrewny dokonaniom Hieronima Boscha czy Pietera Bruegela starszego. Jego nazwa pochodzi od popularnej w XIX wieku karnawałowej zabawy w Ostendzie, podczas której zamaskowani mieszkańcy i turyści przedzierali się od kawiarni do kawiarni; osoby bez masek musiały płacić za drinki, a gra kończyła się, gdy tożsamości wszystkich zostały poprawnie rozszyfrowane.
Dzieło zostało namalowane techniką olejną na płótnie w układzie horyzontalnym o wymiarach 89,5 na 149 cm. Przedstawia grupę 11 zamaskowanych postaci, które mogą u widza budzić odrazę; za nimi znajduje się ponure niebo. Niejasny jest dokładny sens tej sceny. Jedna z kobiet ma na ramieniu coś przypominającego martwe dziecko lub lalkę. Obok inna kobieta w kwiecistym kapeluszu mocno trzyma ramię mężczyzny, na którego wskazuje oskarżycielsko kobieta z lalką lub dzieckiem na ramieniu; drugą ręką kobieta trzyma bukiet. Nie wiadomo, jakie relacje łączą kobietę i mężczyznę, ale być może są małżonkami. Jedna z postaci obserwujących scenę w miejscu głowy ma czaszkę z ruchomą żuchwą, nosi ona żółty kapelusz. Zza zasłony wyłania się szkielet. 
Kolory są niezmieszane, a przejścia barwne agresywne. Stroje poszczególnych postaci wyraźnie kontrastują ze sobą pod względem dobranych kolorów. Maski dodają złośliwości bohaterom tej groteskowej sceny. Pociągnięcia pędzlem wyglądają na wyraziste i nerwowe, farba była nakładana impastowo. Dzieło przypomina pod względem kompozycji obraz Chrystus i kobieta cudzołożna Petera Paula Rubensa, który Ensorowi mógł być znany z reprodukcji.
Zbigniew Herbert w kontekście tego płótna oraz obrazu Maski i śmierć napisał, że pozwalają rozsmakować się w tym osobliwym impresjoniście z fantazją Boscha i ironią Goyi. Niektórzy badacze widzą w tym płótnie wizję małżeństwa malarza, w której pan młody został schwytany i nie ma dokąd pójść. W odniesieniu do wersji z 1911 roku muzeum, które ten obraz posiada przedstawia następującą interpretację: centralna postać w zielonym płaszczu o niebieskich włosach to siostra malarza Mariette, obok niej w cylindrze stoi jej narzeczony Tan Hée Tseu, chiński handlarz dziełami sztuki z Berlina (ślub w rzeczywistości odbył się w 1892 roku, ale autor mógł celowo datować płótno błędne, aby zmylić krytyków i odbiorców). Zaręczyny wywołały skandal w rodzinnym mieście Ensorów, dlatego artysta otoczył parę zamaskowanymi plotkarzami, którzy przyszli gapić się, śmiać i pokazywać palcami tych dwoje. Badaczka twórczości Ensora, Libby Tannenbaum również jest zdania, że dzieło stanowi odwołanie do nieudanego małżeństwa siostry malarza, które szybko się zakończyło. Można także obraz potraktować jako komentarz na temat zła i oszustw panujących w społeczeństwie.
Luc Tuymans uznał dzieło za przypuszczalnie najważniejszy obraz Ensora i nazwał od niego wystawę poświęconą jego malarstwu, której był kuratorem; wystawa prezentowała wybrane dzieła Ensora m.in. w Królewskim Muzeum Sztuk Pięknych w Antwerpii czy w londyńskim Royal Academy of Arts w latach 2016–2017.
Na przełomie 2024 i 2025 roku obraz brał udział w wystawach czasowych w Antwerpii: Ensor’s States of Imagination w Plantin-Moretus Museum oraz In Your Wildest Dreams: Ensor Beyond Impressionism w Królewskim Muzeum Sztuk Pięknych w Antwerpii, gdzie był eksponowany w towarzystwie dzieł innych malarzy, m.in. Édouarda Maneta czy Witolda Wojtkiewicza.